# 福井市光陽中学校
福井市光陽中学校（ふくいしこうようちゅうがっこう）は、福井県福井市光陽にある公立中学校。

## 特色
福井市明倫中学校（旧第一中学校）、福井市光陽中学校（旧第二中学校）、福井市明道中学校（旧第三中学校）、福井市進明中学校（旧第四中学校）、福井市成和中学校（旧第五中学校）は、同時期（1947年（昭和22年））に創立された。これら5つの中学校は福井市内で最も歴史ある中学校であり、これらを総称して福井五中という。

## 教育方針

### 校訓
1. 自主
2. 誠実
3. 根性

### スローガン
- 築け伝統 躍進光陽[1]

## 所在地
- 福井県福井市光陽4-7-1

## 沿革
- 1947年（昭和22年）5月1日 - 福井市第二中学校として創立。
- 1949年（昭和24年）4月1日 - 福井市光陽中学校と改称。

## 進学前小学校
- 福井市足羽小学校
- 福井市東安居小学校
- 福井市湊小学校

## 出身者
- 東村新一 - 福井市長
- 道端カレン - ファッションモデル
- 道端ジェシカ - ファッションモデル　※中学2年生まで在籍。3年生からは東京都世田谷区立瀬田中学校へ転校した。
- 道端アンジェリカ - ファッションモデル　※中学1年生まで在籍。2年生からは東京都世田谷区立瀬田中学校へ転校した。

## 学校周辺
- 福井工業大学附属福井高等学校
- 福井工業大学
- 福井県立福井特別支援学校

## アクセス
- 北陸新幹線・ハピラインふくい線・えちぜん鉄道勝山永平寺線 福井駅 より、京福バスの以下の路線に乗車。 
  - 13系統（桜ヶ丘団地線）「福井工業大学前」下車、約300 m。本数僅少。
  - 12・18系統（学園線）「福井高校前」下車、約550 m。
    - うち12系統はその後「福井工業大学前」にも停車するが、3 km・約10分の迂回となる。

  - すまいるバス西ルート（照手・足羽方面）「光陽生協病院口」下車、約350 m。
- E8 北陸自動車道 福井ICから、主に国道158号、福井県道・石川県道5号福井加賀線、福井県道115号殿下福井線経由 約7 km。